# ポール (紋章学)

ポール
Argent a pall Gules

ポール（英: Pall、仏: Pairle）は、紋章学において、シールド又はフィールドの上端左右の角から底辺にわたるY字型のチャージである。チーフ、ペイル、ベンド、フェス及びシェブロンと並んで、紋章学の代表的なオーディナリーのうちの1つである。時折、英文の中でもフランス語式にペアール (pairle) と記述されることがある。

## 解説
ポールは、イングランドの紋章では滅多に見られないため、イングランドの紋章学に関する書物には登場しないことがある。同じイギリスでもスコットランドの紋章に比較的よく用いられている。

### ディミュニティブ

シェイクフォーク
Argent a shakefork Gules

シールドの端には至らず、その3つの腕の終端を尖らせて描かれるポールは、シェイクフォーク (shakefork) と呼ばれている。終端を尖らせずに、直角に切って短くしてあるものはポール・クーペド (pall couped) と記述される。

### イクリジアスティカル・パリウム
シールド上のポールは聖職者、特に司教区との関係を示すことがある。このような場合のポールは通常、下に突き出た腕がシールドの底には達せずに、房飾り（フリンジ）をつけられたものである。そのようなポールは、しばしばイクリジアスティカル・パリウム（ecclesiastical palliums、聖職者のパリウム）と記述されている。

### ポールに関する用語
パーティ・パー・ポール (party paer pall)フィールドをポールと同じようにY字型に3分割したものである。3分割であるので、ティアスト・パー・ポール (tierced per pall)、ティアスト・ポールワイズ (tierced pallwise) 又はティアスト・イン・ペアール (tierced in pairle) とも記述される。分割されたフィールドに対するティンクチャー及び図柄の指定、並びに複数の紋章を統合した場合のそれぞれの紋章記述は、中央上、左下、右下の順で記述する。分割された領域がお互いに隣り合っているため、金属色の隣りに金属色、原色の隣りに原色を配置してはならないという紋章学上の原則を実質上守ることができない。このような分割は、チェコ、ジブチ、フィリピンなどの国旗で用いられている。これらの国旗のパーティ・パー・ポールは左に90度回転しているように見えるが、本来バナーと呼ばれる紋章を示した旗は旗竿が上にあり、そこに吊り下げる形で示されていたためこれが正位置であり、90度横になっているポールも特に何の修飾もせずにポールと呼ばれる。
パーティ・パー・ポール・リバースド (party paer pall reversed)パーティ・パー・ポールの上下を逆さまにしたものである。ティンクチャー及び紋章記述の記述順序は単純に上下逆さまにするわけではなく、左上、右上、中央下の順序に変わる。これは、紋章記述の記述順序は左上、右上、左下、右下の方向へ上を優先しながら進むという原則があるためである。フランス語の紋章記述では tiercé en pairle renversé と記述されるため、英語でも同義の reversed をあてているが、定訳ではない。

パーティ・パー・ポール Party (Tierced) per pall Gules, Argent and Sable
パーティ・パー・ポール・リバースド Party (Tierced) per pall reversed Gules, Argent and Sable